# Hanazono-jinja
Hanazono-jinja (jap. 花園神社) – chram shintō w Tokio, w dzielnicy Shinjuku, w Japonii. Jest ośrodkiem kultu Inari, opiekuńczego bóstwa uprawy ryżu i pięciu zbóż.

## Historia
Początki chramu nie są znane. Wiadomo jednak, że istniał już w 1590 roku, kiedy Ieyasu Tokugawa przejął Edo (ob. Tokio). Wkrótce potem, w 1603 roku, Ieyasu ustanowił Edo stolicą Japonii. W ramach przydziałów ziemi w latach 1624–1644 jeden z wasali otrzymał ziemię od siogunatu pod budowę swojej rezydencji na obszarze, który obejmował teren chramu. Otrzymał on rekompensatę w postaci obecnej ziemi, która należała wcześniej do klanu Owari Ze względu na to, że była ona porośnięta wieloma kolorowymi kwiatami, uważa się, że od tego czasu pochodzi nazwa Hanazono, co tłumaczy się jako Ogród Kwiatowy.

## Opis
Chram poświęcony jest kami bogactwa i płodności Inari, strzeże okolicy, jej mieszkańców, kupców, rzemieślników i artystów.
W przeszłości chram reprezentował synkretyzm shintō-buddyjski. Był bowiem połączony ze świątynią buddyjską szkoły shingon, a główny kapłan tej świątyni był jednocześnie głównym kapłanem chramu. W 1868 roku usunięto budynki buddyjskie z terenu chramu i przeznaczono go wyłącznie dla kultu sintoistycznego.  

## Festiwale
Chram jest miejscem comiesięcznych festiwali. Jednym z nich jest Festiwal Koguta (酉の市, Tori-no-ichi, Koguci Jarmark), który odbywa się w listopadzie i jest rodzajem japońskiego święta dziękczynienia. Jest wówczas udekorowany setkami lampionów. Festyn ten kojarzy się także z ozdobnymi, bambusowymi grabiami (kumade, „niedźwiedzia łapa”), które przynoszą szczęście i są kupowane jako talizman.

## Galeria

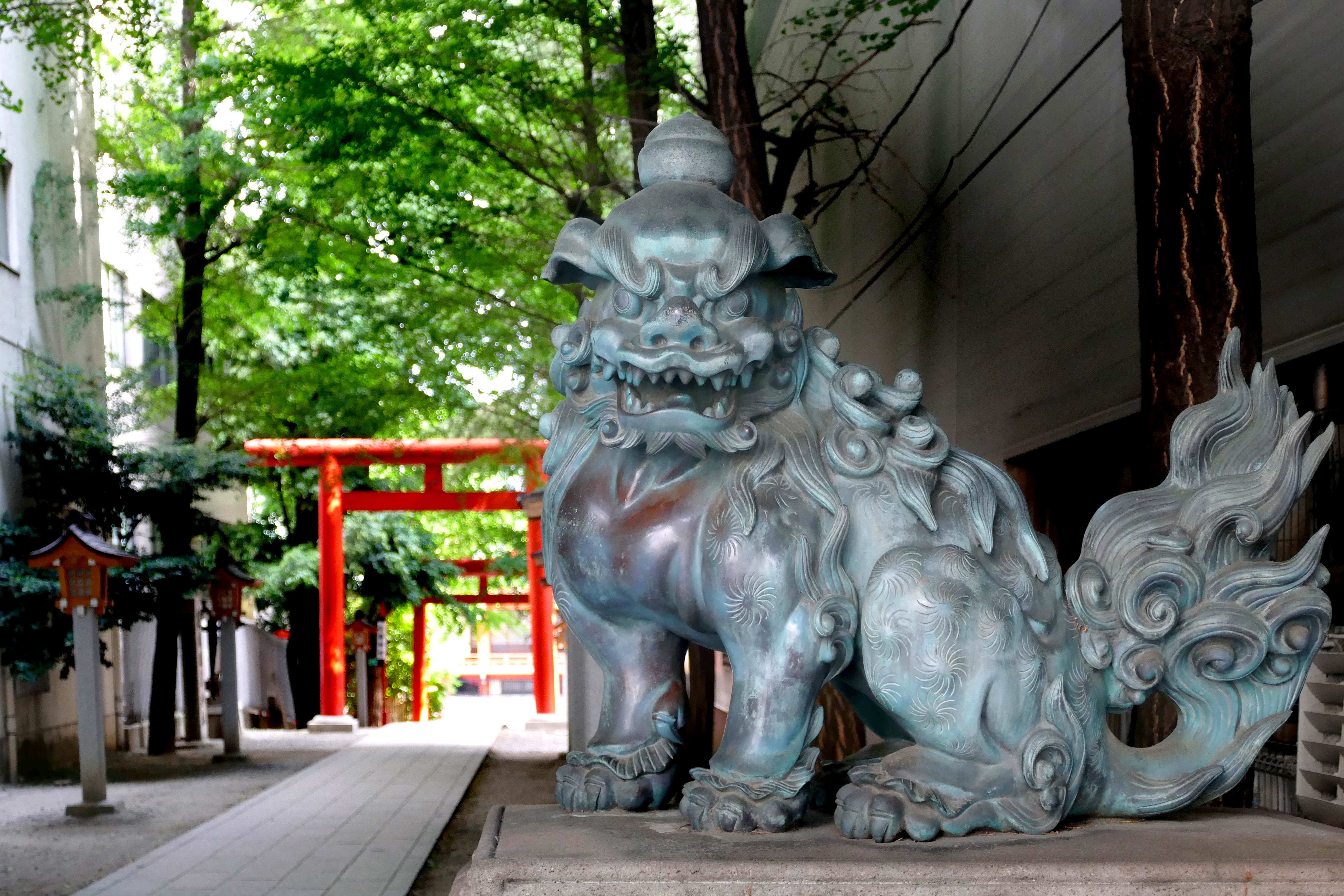
Droga do chramu
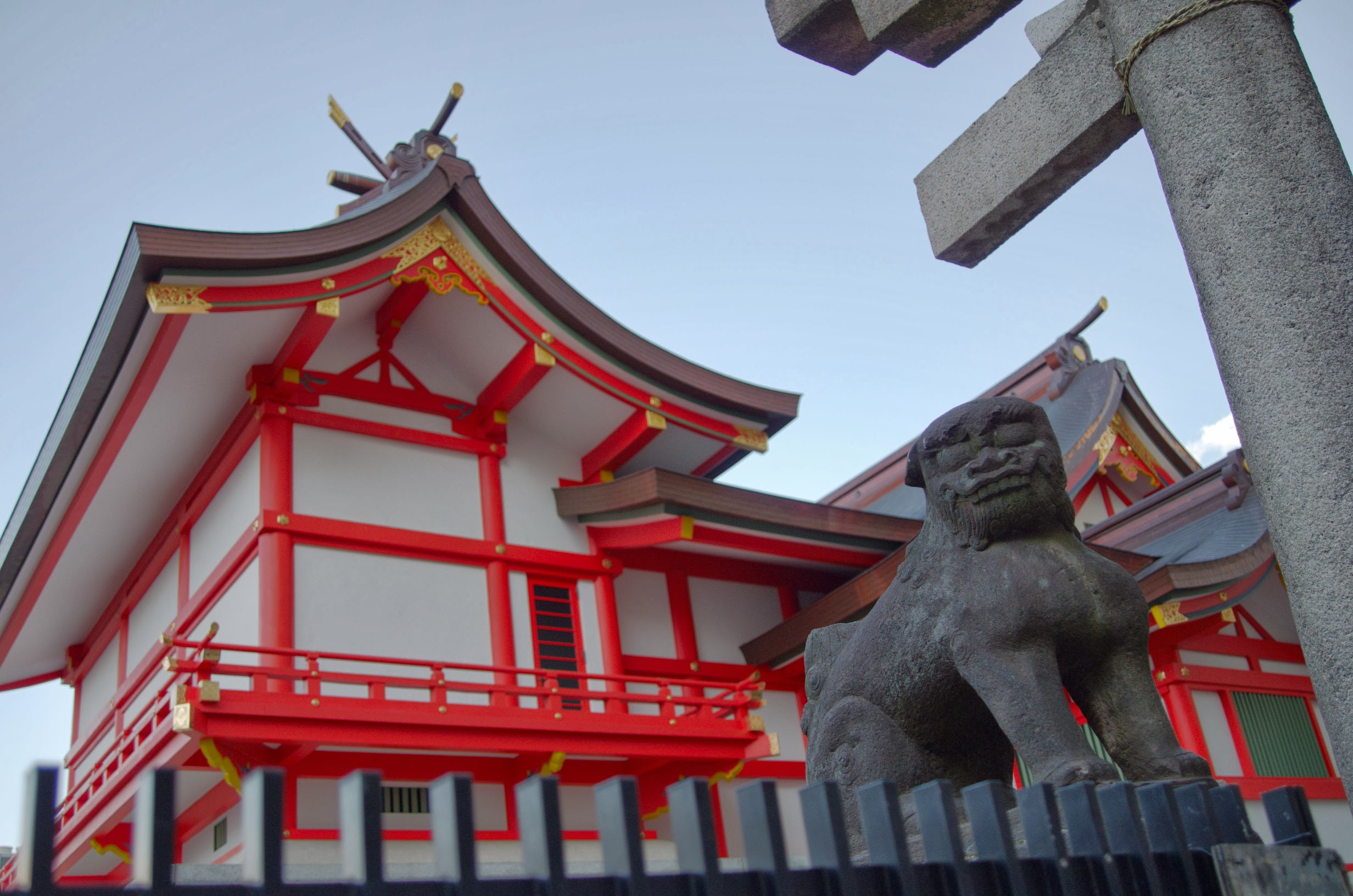
Hanazono-jinja
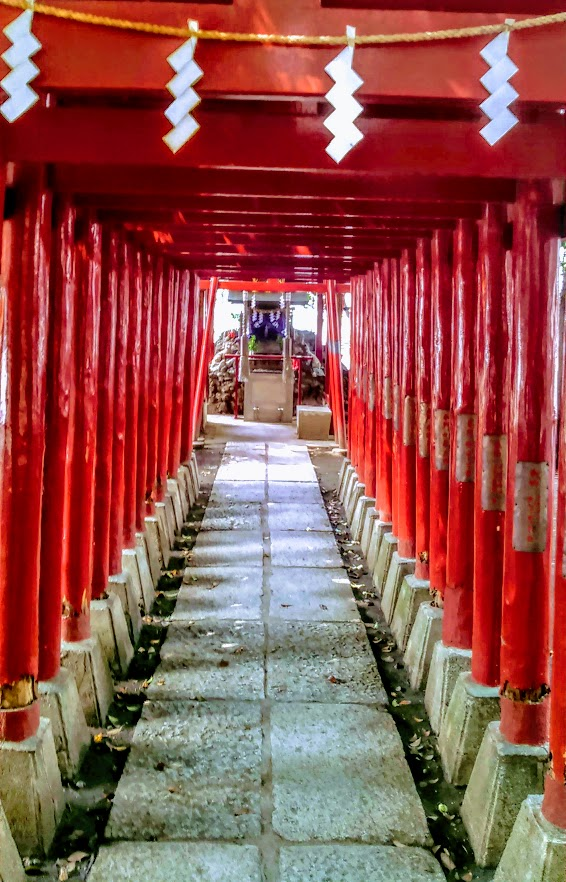
Torii oznaczają przejście od rzeczywistości ziemskiej do sfery transcendentnej
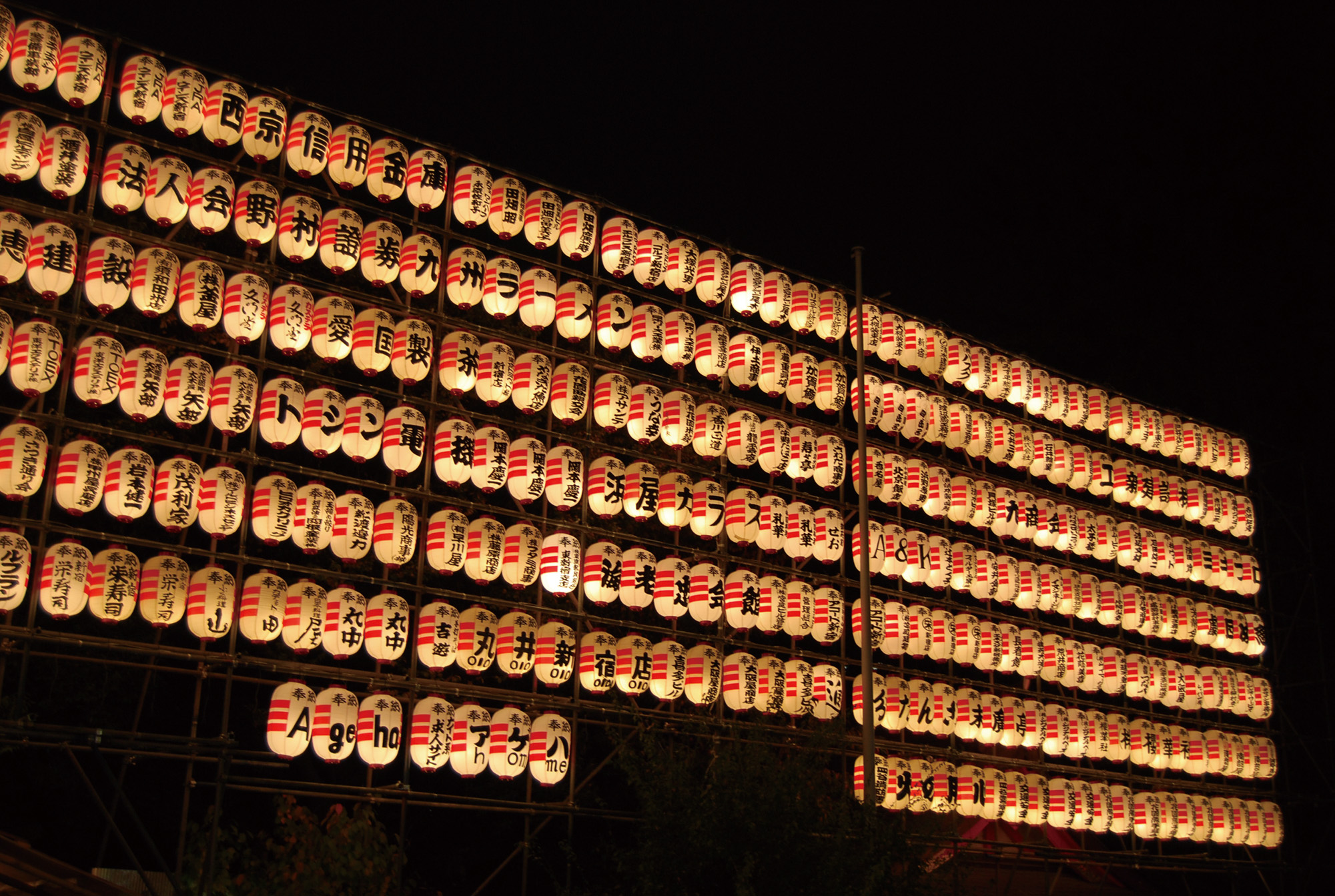
Festiwal Koguta w listopadzie
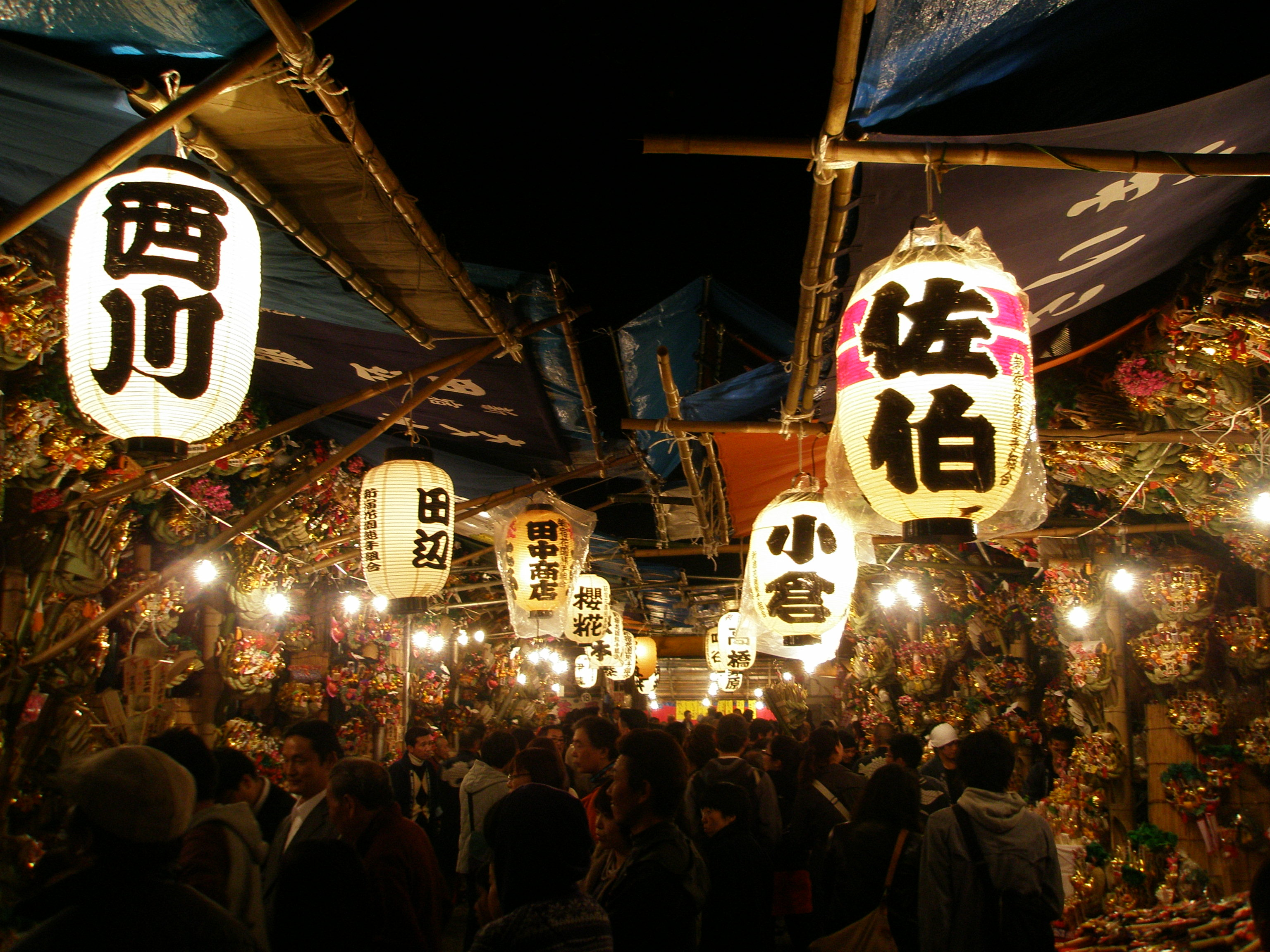
Kramy oferujące kolorowe kumade
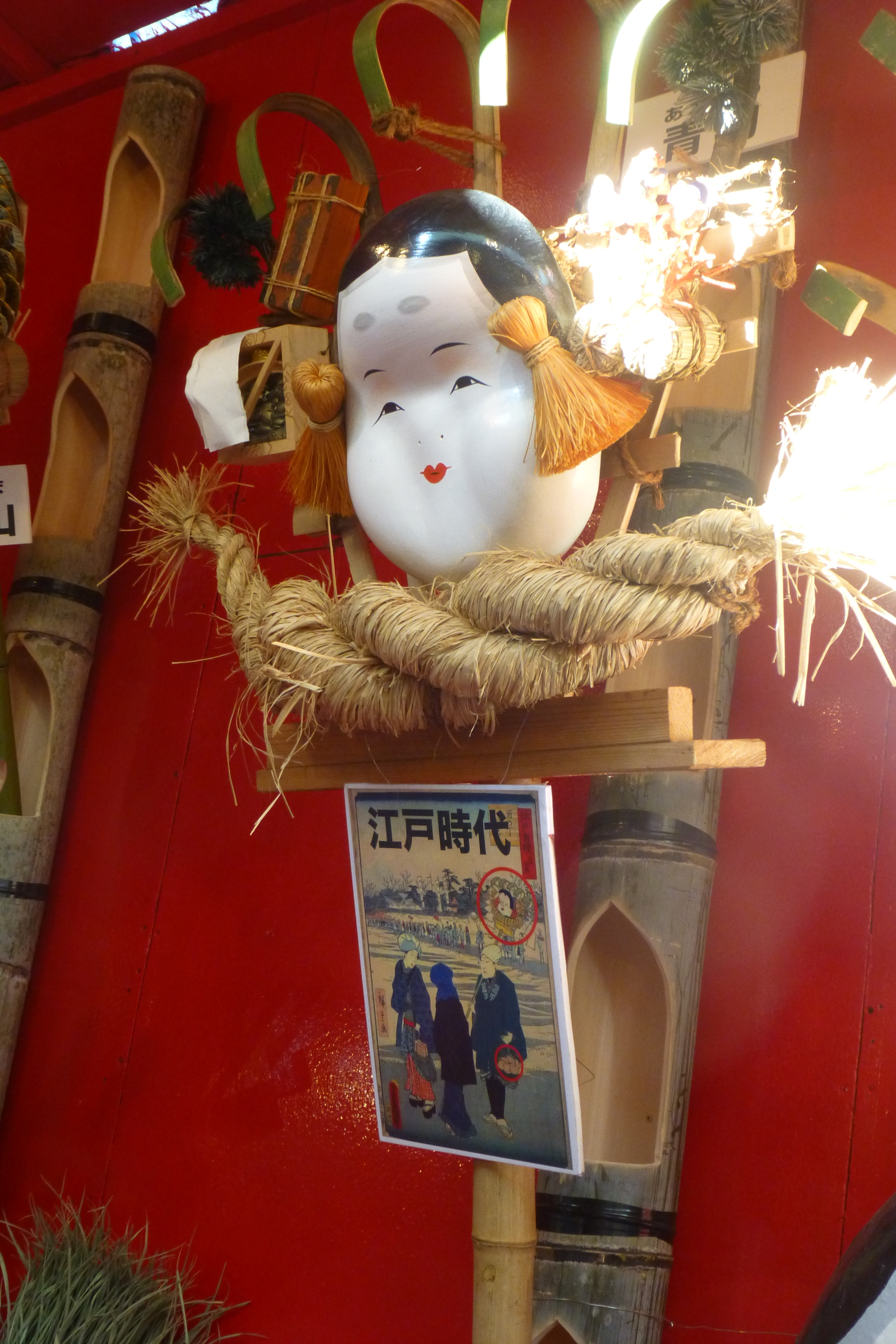
Kumade w stylu okresu Edo
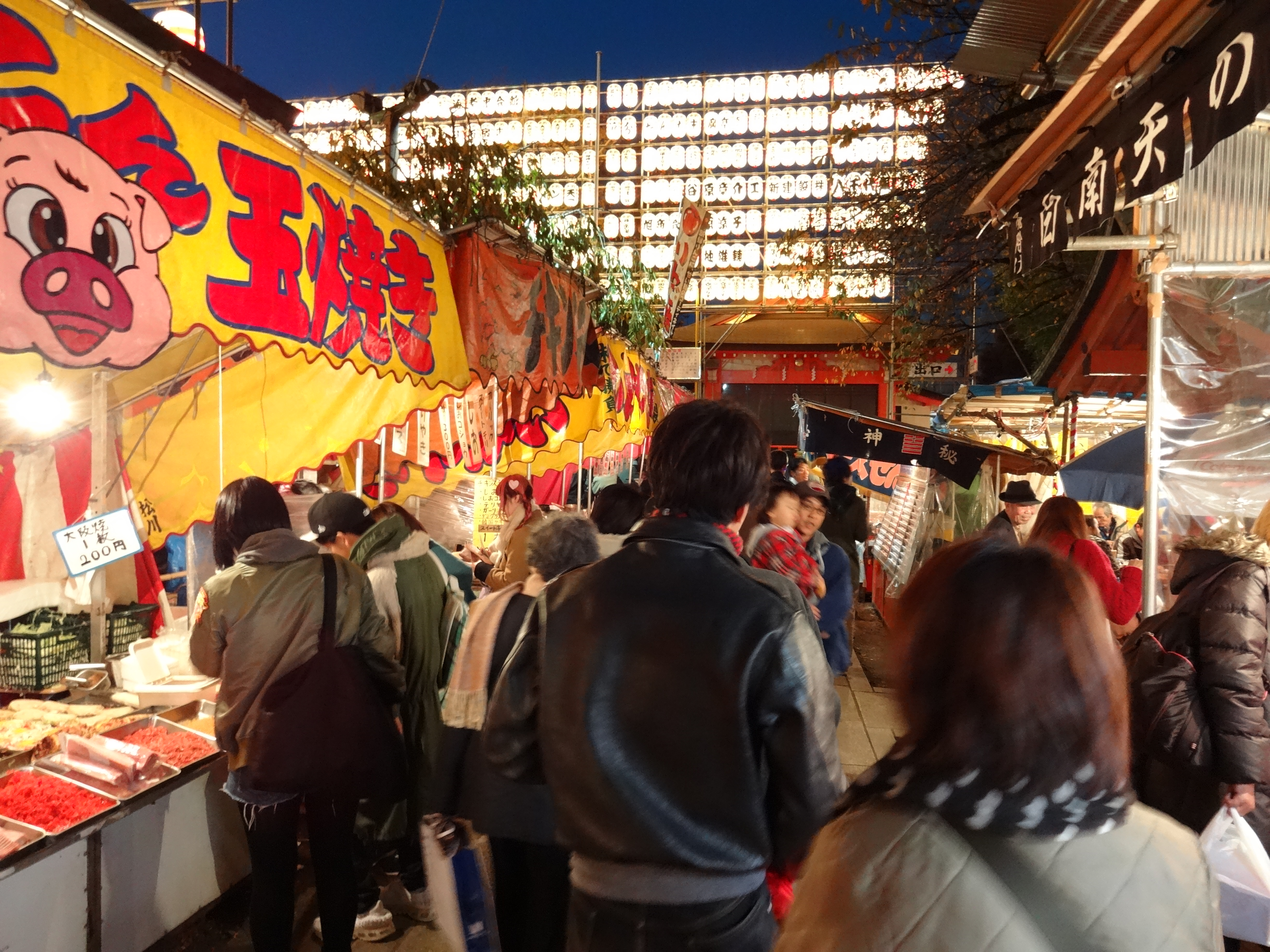
Jarmark
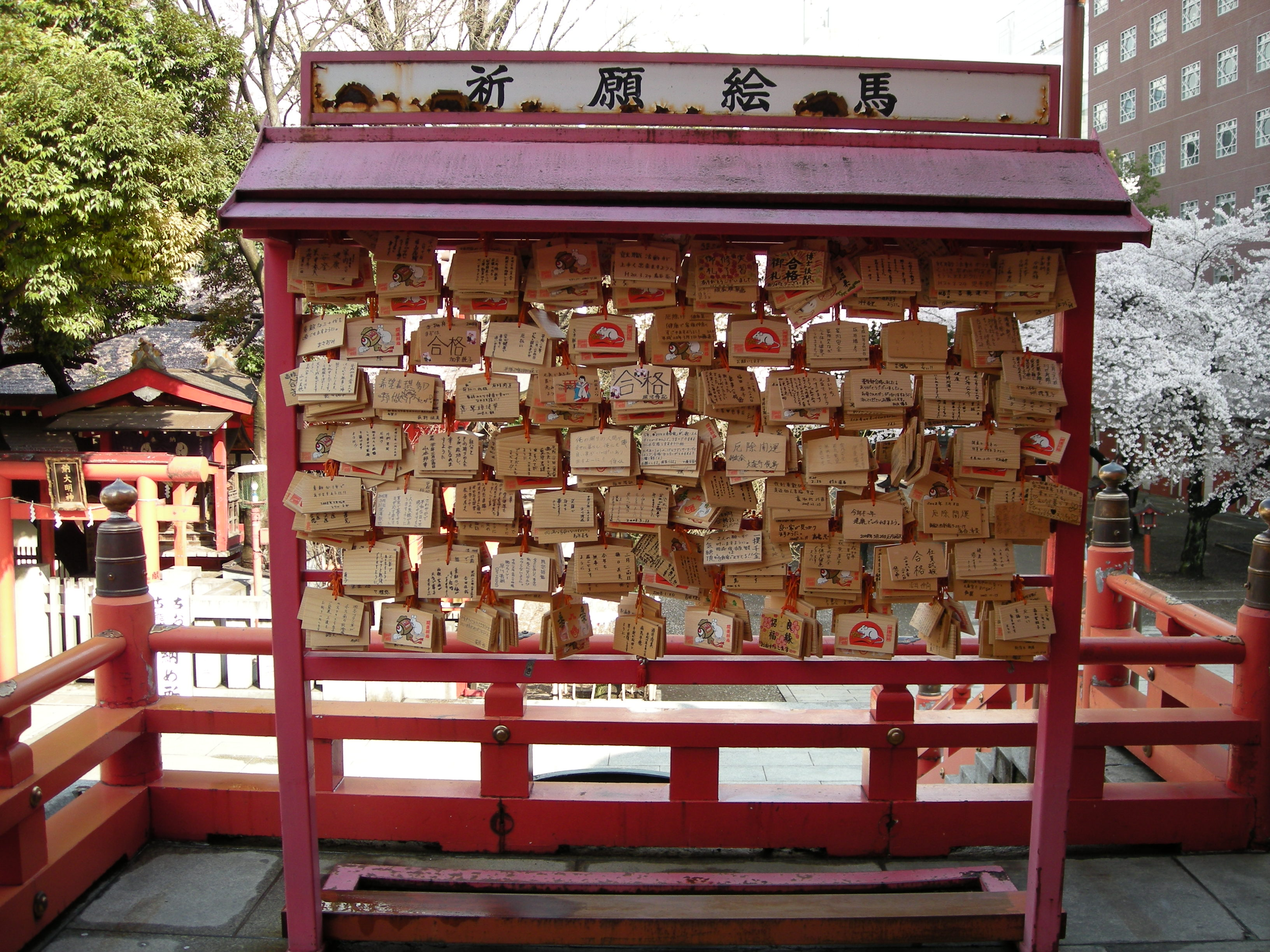
Ema, tabliczki wotywne